# Psychotria congesta
Psychotria congesta är en måreväxtart som beskrevs av Spreng. och Dc.. Psychotria congesta ingår i släktet Psychotria och familjen måreväxter. Inga underarter finns listade i Catalogue of Life.